# Goin' home (Neil Young)
Goin' home is een lied dat werd geschreven door Neil Young. Hij bracht het in 2002 uit op zijn album Are you passionate? Het nummer zou in 2001 deel uitmaken van een album dat hij opnam met Crazy Horse. Uiteindelijk was Young alleen tevreden over dit nummer. Hierna ging hij opnieuw de studio in met Booker T. & the M.G.'s en werd het album Are you passionate? opgenomen. Dit is het enige nummer van het oorspronkelijke album dat hierop terechtkwam. Het album met Crazy Horse, genaamd Toast, werd in 2022 alsnog uitgebracht, met ook Goin' Home erop.
Van het nummer verscheen een cd-single onder zijn eigen naam voor de Europese markt met twee versies van dit nummer, een albumversie en een bewerkte versie. Als derde nummer stond er Differently op dat over zijn dochter Amber Jean gaat. Dit was een radiosingle ter promotie van zijn werk. Op een voor dit doel uitgebrachte single voor de Amerikaanse markt wordt Crazy Horse wél als begeleidingsband verantwoord.
In het eerste couplet opent Young met het benoemen van Custer, een Amerikaanse cavalerie-commandant tijdens de Amerikaanse Burgeroorlog die streed tegen Sitting Bull en Crazy Horse. Custer vond zijn last stand toen deze indianenleiders hem verpletterend versloegen tijdens de Slag bij de Little Bighorn.
Het muziekblad Rolling Stone rekende het nummer in 2014 tot de 20 insanely great Neil Young songs only hardcore fans know. Door de samenwerking met de band Crazy Horse is het een ritmische rocker en had het ook op Youngs albums uit het begin van de jaren zeventig gepast. Het blad noemt het lied ook wel de spirituele neef van Cortez the Killer, een nummer uit 1975 over de strijd van de Azteekse indianen tegen de Spaanse kolonisators.